# Diễm My
Diễm My (hay còn gọi là Diễm My 6x để tránh nhầm lẫn với Diễm My 9x) (sinh ngày 7 tháng 12 năm 1962) là một diễn viên điện ảnh và cựu người mẫu Việt Nam nổi tiếng từ cuối thập niên 1980. Diễm My được xem là thế hệ vàng của điện ảnh Việt Nam thập niên 1980. 

## Tiểu sử
Diễm My sinh ngày 7 tháng 12 năm 1962 tại Nha Trang, tỉnh Khánh Hòa, quê gốc ở Huế, có một gia đình có 3 anh chị em ruột. Sau khi cha cô qua đời, năm 1972, gia đình cô di cư đến Sài Gòn (nay là Thành phố Hồ Chí Minh) và định cư đến tận ngày nay. Năm 1979, Diễm My lần đầu tiên tham gia bộ phim Trang giấy mới của đạo diễn Nguyễn Bá Tòng. Sau khi được mời lên tạp chí lần đầu tiên, cô đã xuất hiện trong vai trò làm ảnh lịch năm 1983. Suốt từ thập niên 80 - 90 của thế kỷ 20, Diễm My được mệnh danh là Nữ hoàng ảnh lịch.

## Đời tư
Năm 1994, sau khi hoàn thành vai nữ anh hùng trong bộ phim Về trong sương mù, Diễm My kết hôn với doanh nhân Hà Tôn Đức. Sau khi rút khỏi showbiz, cô tập trung vào gia đình nhiều hơn. Cô có hai con gái là Thùy My và Quế My.

## Phim đã tham gia
- Tiếng sóng (đạo diễn Lê Dân)
- Phía sau cuộc chiến (đạo diễn Huy Thành)
- Trang giấy mới (đạo diễn Nguyễn Bá Tòng) (1979)
- Hai chị em (1988) vai Diễm
- Đằng sau một số phận (1988) vai Trương Hán Yên
- Dòng sông hoa trắng (1989)
- Vua Lửa (1991)
- Về trong sương mù (1994)
- Bình minh châu thổ (1998)
- 39 độ yêu (2006)
- Nghề báo (2006)
- Ngũ quái Sài Gòn (2006)
- Hướng nghiệp 2 (2006)
- Tuyết nhiệt đới (2006)
- Chuyện tình công ty quảng cáo (2008)
- Sắc đẹp và danh vọng (2010)
- Cuộc gọi lúc 0 giờ (2010)
- Về đất thăng long (2011)
- Cưới ngay kẻo lỡ (2012)
- Trinh thám nghiệp dư (2013)
- Đôi mắt của trái tim (2014)
- Đại ca U70 (2014)
- Người đứng trong gió (2015)
- Mặt nạ tình yêu (2017)
- Cô Ba Sài Gòn (2017)
- Mẹ chồng (2017)
- Khi cánh hạc bay về (2017)
- Nhà voi còi cuối phố (2018)
- Những chuyên án lạ (2019)
- Và nhiều bộ phim khác